# Cal Toni Jaume
Cal Toni Jaume, era un mas desaparegut del vilatge de les Casetes del Congost, a Santa Eugènia del Congost, municipi de Tagamanent (Catalunya)
És una masia enderrocada a finals del segle xix quan s'obrí la carretera de Ribes, estava situada a les feixes de can Vila, mas de La Casa Nova. No s'han trobat imatges. Al llibre d'Enric Garcia-Pey, Tagamanent, noms de cases i de lloc, Ajuntament de Tagamanent, any 1998, es parla d'una antiga casa que situada a les feixes de can Vila. Quan s'obrí la carretera, va passar per sobre el seu antic emplaçament.